# David Johnson (Rollstuhltennisspieler)
David Johnson (* 16. September 1969 in Beaudesert) ist ein ehemaliger australischer Rollstuhltennisspieler.

## Karriere
David Johnson begann im Alter von 23 Jahren mit dem Rollstuhltennis und startete in der Klasse der Paraplegiker.
Er nahm 2000 an den Paralympischen Spielen in Sydney teil. Im Achtelfinale der Einzelkonkurrenz unterlag er Laurent Giammartini in zwei Sätzen. Die Doppelkonkurrenz verlief deutlich erfolgreicher für ihn und seinen Partner David Hall, als sie das Endspiel gegen Robin Ammerlaan und Ricky Molier erreichten. Sie verloren die Partie mit 3:6, 7:5 und 1:6 und gewann somit die Silbermedaille.
In der Weltrangliste erreichte er seine besten Platzierungen mit Rang sechs im Einzel am 26. Juni 2000 sowie mit Rang zwei im Doppel am 24. Juli 2000. Seine letzte volle Saison bestritt er 2001, danach nahm er bis 2011 noch vereinzelt an Turnieren in Australien teil.